# Liotyphlops schubarti
Espèce
Statut de conservation UICN

 DD  : Données insuffisantes
Liotyphlops schubarti est une espèce de serpents de la famille des Anomalepididae.

## Répartition
Cette espèce est endémique de l'État de São Paulo au Brésil.

## Étymologie
Cette espèce est nommée en l'honneur d'Otto Schubart (1900-1962).

## Publication originale
- Vanzolini, 1948 : Notas sobre os ofídios e lagartos da Cachoeira de Emas, no município de Pirassununga, Estado de São Paulo. Revista Brasileira de Biologia, Rio de Janeiro, vol. 8, p. 377-400.